# Ceuthophilus nevadensis
Ceuthophilus nevadensis är en insektsart som beskrevs av Barnum 1964. Ceuthophilus nevadensis ingår i släktet Ceuthophilus och familjen grottvårtbitare. Inga underarter finns listade i Catalogue of Life.